# Camille-Marie Stamaty

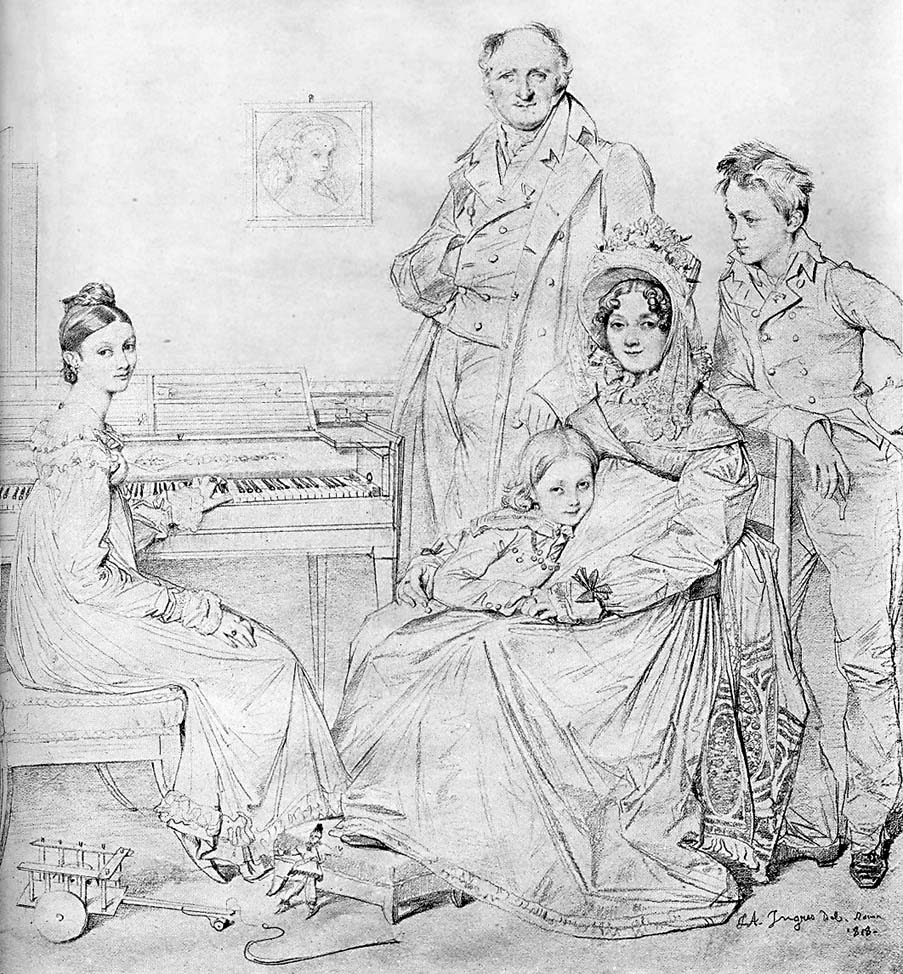
Un jove Camille-Marie de 7 anys als braços de la seva mare

Camille-Marie Stamaty (Roma, 13 de març de 1811 - París, 19 d'abril de 1870) va ser un pianista francès, professor de piano i compositor fonamentalment de música per a piano.
Al Conservatori de París estudià amb Friedrich Kalkbrenner, i estrenà alguna composició amb gran èxit el 1835. Posteriorment fou deixeble de Felix Mendelssohn al Conservatori de Leipzig. Pianista i compositor com els seus més cèlebre contemporanis Chopin i Liszt, avui en dia en gran part oblidat, va ser un dels professors de piano més importants del segle xix de París. Els seus alumnes més famosos van ser Louis Moreau Gottschalk i Camille Saint-Saëns; i no tant coneguts Moïse Saucier.
Autor de concerts per a piano i orquestra, d'un Trio i altra música de cambra, a més de múltiples obres per a piano, principalment se li recorda pels seus 25 Etudes op. 11 i pels 12 Etudes pittoesques op. 21, i a més pel seu gran mètode L'Ecole du pianiste clàssiques et moderne, en cinc volums.